# Anomala uvirae
Anomala uvirae är en skalbaggsart som beskrevs av Benderitter 1930. Anomala uvirae ingår i släktet Anomala och familjen Rutelidae. Inga underarter finns listade i Catalogue of Life.